# Cecoslovacchia ai Giochi olimpici
La Cecoslovacchia ha partecipato per la prima volta ai Giochi olimpici nel 1920. Prima di questa data si presentò alle Olimpiadi come Boemia. La sua storia olimpica si è chiusa dopo il 1º gennaio 1993, in seguito alla divisione del paese fra Repubblica Ceca e Slovacchia.
Gli atleti cecoslovacchi hanno 143 medaglie ai Giochi olimpici estivi e 25 ai Giochi olimpici invernali.

## Medaglieri

### Medaglie ai Giochi olimpici estivi
| Giochi                 | Oro                | Argento            | Bronzo             | Totale             |
| ---------------------- | ------------------ | ------------------ | ------------------ | ------------------ |
| 1920 Anversa           | 0                  | 0                  | 2                  | 2                  |
| 1924 Parigi            | 1                  | 4                  | 5                  | 10                 |
| 1928 Amsterdam         | 2                  | 5                  | 2                  | 9                  |
| 1932 Los Angeles       | 1                  | 2                  | 1                  | 4                  |
| 1936 Berlino           | 3                  | 5                  | 0                  | 8                  |
| 1948 Londra            | 6                  | 2                  | 3                  | 11                 |
| 1952 Helsinki          | 7                  | 3                  | 3                  | 13                 |
| 1956 Melbourne         | 1                  | 4                  | 1                  | 6                  |
| 1960 Roma              | 3                  | 2                  | 3                  | 8                  |
| 1964 Tokyo             | 5                  | 6                  | 3                  | 14                 |
| 1968 Città del Messico | 7                  | 2                  | 4                  | 13                 |
| 1972 Monaco            | 2                  | 4                  | 2                  | 8                  |
| 1976 Montréal          | 2                  | 2                  | 4                  | 8                  |
| 1980 Mosca             | 2                  | 3                  | 9                  | 14                 |
| 1984 Los Angeles       | non ha partecipato | non ha partecipato | non ha partecipato | non ha partecipato |
| 1988 Seoul             | 3                  | 3                  | 2                  | 8                  |
| 1992 Barcellona        | 4                  | 2                  | 1                  | 7                  |
| Totale                 | 49                 | 49                 | 45                 | 143                |

### Medaglie ai Giochi olimpici invernali
| Giochi                      | Oro | Argento | Bronzo | Totale |
| --------------------------- | --- | ------- | ------ | ------ |
| 1924 Chamonix               | 0   | 0       | 0      | 0      |
| 1928 St. Moritz             | 0   | 0       | 1      | 1      |
| 1932 Lake Placid            | 0   | 0       | 0      | 0      |
| 1936 Garmisch-Partenkirchen | 0   | 0       | 0      | 0      |
| 1948 St. Moritz             | 0   | 1       | 0      | 1      |
| 1952 Oslo                   | 0   | 0       | 0      | 0      |
| 1956 Cortina d'Ampezzo      | 0   | 0       | 0      | 0      |
| 1960 Squaw Valley           | 0   | 1       | 0      | 1      |
| 1964 Innsbruck              | 0   | 0       | 1      | 1      |
| 1968 Grenoble               | 1   | 2       | 1      | 4      |
| 1972 Sapporo                | 1   | 0       | 2      | 3      |
| 1976 Innsbruck              | 0   | 1       | 0      | 1      |
| 1980 Lake Placid            | 0   | 0       | 1      | 1      |
| 1984 Sarajevo               | 0   | 2       | 4      | 6      |
| 1988 Calgary                | 0   | 1       | 2      | 3      |
| 1992 Albertville            | 0   | 0       | 3      | 3      |
| Totale                      | 2   | 8       | 15     | 25     |